# Přemysl Anna cseh királyné
Přemysl Anna (1290. október 15. – 1313. szeptember 3.), csehül: Anna Přemyslovna, németül: Anna von Böhmen, cseh királyi hercegnő, házassága révén cseh királyné, valamint karintiai hercegné és tiroli grófné

## Élete
Édesapja II. Vencel cseh király, édesanyja Habsburg Judit, I. Rudolf német király és Hohenberg Gertrúd grófnő leánya. Apai nagyanyja Kunigunda szlavón hercegnő volt. Édesanyját hétéves korában elvesztette. Volt egy ikertestvére, Ágnes, aki kétéves korában meghalt.
1306. február 13-án feleségül ment Henrik karintiai herceghez. Így amikor 1306. augusztus 4-én meghalt Anna bátyja, III. Vencel, a cseh nemesek egy része királlyá választotta Henriket. Henriknek nemsokára menekülnie kellett, mivel felesége mostohaanyjának új férje, Habsburg Rudolf is sikeresen harcba szállt a cseh koronáért. Rudolf hamarosan  meghalt vérhasban, miközben a Henriket támogató nemesekkel hadakozott. Ekkor Henrik átvette a hatalmat.
Később VII. Henrik német-római császár meg szerette volna szerezni Csehországot, ezért fiát, Luxemburgi Jánost összeházasította Anna húgával, Přemysl Erzsébettel. A pár német segédhaddal támogatott serege elűzte Henriket és Annát, akik Karintiába mentek, ahol Henrik bátyja halálát követően Karintia egyeduralkodója lett.
Anna (az első trónfosztásuk után, és nem sokkal a férje a második trónra lépte előtt, 1307. május 17-én fiút szült, Lipót herceget, aki fiatalon, de még kisgyermekkorában meghalt.
Anna nem sokkal huszonharmadik születésnapja előtt halt meg.
Henrik még az év folyamán újra megházasodott, választottja pedig Adelheid braunschweig-lüneburgi hercegnő lett, aki két leányt szült neki. Második felesége halála után Henrik feleségül vette Beatrix savoyai grófnőt, az ő házasságuk azonban gyermektelen maradt.
Annát a tiroli Bogen dominikánus templomában helyezték végső nyugalomra.

## Gyermeke
- Férjétől, II. (Görzi) Henrik (1273/76–1335) cseh királytól, Karintia hercegétől, Tirol grófjától, egy fiú:[2]
  - Lipót (1307. május 17. – 1316 körül) cseh királyi herceg és trónörökös, karintiai herceg, tiroli gróf

## Külső hivatkozások
- FMG/Carinthia Dukes Genealogy – 2014. április 29.
- FMG/Bohemia Kings Genealogy – 2014. április 29.
- Genealogie-Mittelalter/Heinrich von Görz-Tirol König von Böhmen – 2014. április 29.
- Euweb/Görz Genealogy – 2014. április 29.
- Euweb/The Premyslids – 2014. április 29.

| Előző Piast Viola Piast Erzsébet Richeza | Cseh királyné 1306 – 1306 1307 – 1310 | Következő Piast Erzsébet Richeza Přemysl Erzsébet |

| Előző Piast Eufémia | Karintia hercegnéje 1306 – 1313 | Következő Braunschweigi Adelhaid |

| Előző Piast Eufémia | Tirol grófnéja 1306 – 1313 | Következő Braunschweigi Adelhaid |